# Parlatoria aonidiformis
Parlatoria aonidiformis är en insektsart som beskrevs av Green 1899. Parlatoria aonidiformis ingår i släktet Parlatoria och familjen pansarsköldlöss.
Artens utbredningsområde är Sri Lanka. Inga underarter finns listade i Catalogue of Life.